# Cratere Avagddu
Avagddu  è un cratere sulla superficie di Europa.